# Erich Hornsmann
Erich Hornsmann (* 8. Dezember 1909 auf Helgoland; † 14. November 1999 in Feldafing, Landkreis Starnberg, Bayern) war ein deutscher Jurist, Sachbuchautor und Umweltschutzaktivist. Hornsmann war der erste, der die Wohlfahrtswirkungen des Waldes systematisch dargestellt hat.

## Leben und Wirken
Nach einem Studium der Rechtswissenschaften wurde Erich Hornsmann mit der Arbeit Die Sicherungsübereignung von unpfändbaren Sachen 1936 an der Universität Erlangen zum Dr. iur. promoviert. Im Jahr 1947 gehörte Hornsmann zu den rund 500 Gründungsmitgliedern der Schutzgemeinschaft Deutscher Wald (SDW), für die er sich stark engagierte. Im Sinne der Waldfunktionenlehre Victor Dieterichs brachte er der Öffentlichkeit die vielfältigen Leistungen der Wälder ins Bewusstsein. Mit seinen Büchern ... sonst Untergang. Die Antwort der Erde auf die Missachtung ihrer Gesetze (1951), Der Wald. Eine Grundlage unseres Daseins (1955), vor allem aber Allen hilft der Wald. Seine Wohlfahrtswirkungen (1958) schuf er die erste umfassende Darstellung und Beurteilung der bis dahin nur verstreut publizierten Einzelergebnisse aus Wissenschaft und Praxis über die Wohlfahrtswirkungen des Waldes. Als solche nannte er unter anderem Wasserschutz, Bodenschutz, Windschutz, Klimaschutz, Lawinenschutz, Uferschutz, Lärmschutz, Gesundheitsschutz, Strahlenschutz sowie Schutz von im Wald befindlichen Kulturdenkmälern und der im Ökosystem Wald lebenden Pflanzen, Pilze und Tiere. In seine Betrachtungen bezog Hornsmann dabei immer auch die umfassende kulturelle Bedeutung des Waldes mit ein. Die Bücher fanden dank ihrer Sprache, einer klaren Gliederung und allgemeinverständlichen Aufbereitung auch bei Fachfremden Anklang.
Schon frühzeitig warnte Hornsmann – nicht zuletzt anhand von Beispielen aus der Antike – vor einer zunehmenden Wüstenbildung, der steigenden Hochwassergefahr durch entwaldete Berg- und Hügelhänge sowie den Gefahren eines vernachlässigten Lawinenschutzes durch den zunehmenden Skisport in den Alpen. Da eng mit dem Waldschutz der Schutz des Wassers verbunden ist, legte Hornsmann auch dazu Schriften vor, die einen sorgsamen Umgang mit der Ressource Wasser anmahnten. Besonders zu nennen ist hier die umfassende Darstellung Wasser. Ein Problem jeder Zeit (1956). Seine Erkenntnisse verbreitete Hornsmann außerdem in zahlreichen Artikeln, die in verschiedenen Fachzeitschriften veröffentlicht wurden. Ein besonderes Anliegen war ihm zudem der Schutz der Honigbiene. Insgesamt kann Hornsmann somit als einer der frühesten und engagiertesten Umweltschützer der Bundesrepublik Deutschland gelten.
Von 1964 bis 1990 war er Geschäftsführer des SDW-Landesverbands Bayern. In dieser Zeit hatte er maßgeblich an der Entstehung des Bayerischen Waldgesetzes (BayWaldG) von 1975 mitgewirkt, welches in Deutschland das erste zeitgemäße Waldgesetz war, das die Forstgesetze des 19. Jahrhunderts ablöste. Hornsmann hat auch maßgeblich dazu beigetragen, dass Hofoldinger, Ebersberger, Perlacher und Kreuzlinger Forst sowie Forstenrieder Park trotz eines starken Rodungsdrucks erhalten und als Bannwälder ausgewiesen wurden. Er sorgte auch dafür, dass der Begriff „Bannwald“ im neuen Waldgesetz verankert wurde. Daneben hat Hornsmann Ende der 1960er-Jahre die Erfassung und Kartierung der verschiedenen Waldfunktionen für ganz Bayern initiiert. Hornsmann hat damit wesentlich zur Neuorientierung von Forstpolitik und Forstplanung in Bezug auf eine verstärkte Berücksichtigung der Belange des Natur- und Umweltschutzes bei der Waldbewirtschaftung beigetragen.
Nach seinem Ausscheiden als Geschäftsführer 1990 war Erich Hornsmann Ehrenmitglied der Schutzgemeinschaft Deutscher Wald (SDW).
Die Arbeit von Dr. Erich Hornsmann wurde mit einer Reihe von Auszeichnungen gewürdigt, darunter dem Bayerischen Verdienstorden und dem Bundesverdienstkreuz I. Klasse. Er starb am 14. November 1999 in Feldafing im Landkreis Starnberg. In den Jahren 2001/2002 hat der SDW-Landesverband Bayern einen Teil seiner Aktenbestände dem Bayerischen Hauptstaatsarchiv überlassen, darunter auch Akten aus dem Nachlass Hornsmanns, überwiegend aus der Zeit von 1948 bis 1970.

## Ehrungen
- 1958: Adalbert-Stifter-Literaturpreis in Anerkennung seiner Verdienste für den deutschen Wald
- 1972: Bayerischer Verdienstorden für seinen Einsatz um die Erhaltung des Münchener Waldgürtels[2]
- 1975: Goldene Staatsmedaille des Landes Bayern für besondere Verdienste um die Erhaltung und Förderung des Waldes in Bayern
- 1978: Peter-Josef-Lenné-Medaille in Gold (Europa-Preis) der Johann-Wolfgang-von-Goethe-Stiftung Basel; überreicht am 14. April im Schloss Mainau durch Lennart Bernadotte, Präsident des Internationalen Kuratoriums des Europa-Preises für Landespflege; mit dem Preis wurde Hornsmanns „Lebenswerk, das dem Schutz von Natur und Landschaft und der Erhaltung des Waldes gewidmet ist“, als bedeutender Beitrag zur Landespflege sowie sein umfangreiches schriftstellerisches Werk gewürdigt[3]
- 1980: Verdienstkreuz I. Klasse des Verdienstordens der Bundesrepublik Deutschland[4]
- 1990: Ehrenmitglied der Schutzgemeinschaft Deutscher Wald (SDW)
- 2002: postum ehrte ihn die bayerische Landesforstverwaltung, indem sie ihm durch Forstminister Josef Miller im Hofoldinger Forst bei München einen Forstweg, das „Hornsmann-Geräumt“, samt Gedenkstein widmete

## Schriften
- Die Sicherungsübereignung von unpfändbaren Sachen, Dissertation, Düsseldorf 1936
- Innere Kolonisation oder „man made desert?“, Stuttgart 1948
- zusammen mit Heinrich Lohwag und Julius Schäffer: 50 Pilze. Einführung in die Pilzkunde, Stuttgart 1948
- ... sonst Untergang. Die Antwort der Erde auf die Missachtung ihrer Gesetze, Rheinhausen 1951
- Der Wald. Eine Grundlage unseres Daseins, München 1955
- zusammen mit Harald Doering (Fotos): Die Welt der Biene, München 1956
- Wasser. Ein Problem jeder Zeit, München 1956
- zusammen mit Harald Doering (Fotos): Der Wald ist voller Wunder, München, Bonn und Wien 1958
- Allen hilft der Wald. Seine Wohlfahrtswirkungen, München, Bonn und Wien 1958